# Amy Brown (1783-1876)
Pour les articles homonymes, voir Amy Brown et Brown.
Amy Brown, née le 8 avril 1783 à Maidstone (comté de Kent, Royaume-Uni) et morte le 7 mai 1876 au château de La Contrie à Couffé (Loire-Inférieure, aujourd'hui Loire-Atlantique, France), est une maîtresse — et peut-être une épouse — de Charles-Ferdinand d'Artois, duc de Berry, fils du comte d’Artois (futur Charles X).

## Biographie

### Enfance et mariage
Amy Brown naît le 8 avril 1783 à Maidstone, dans le comté de Kent, dans une famille britannique protestante. Issue du mariage de John Brown (v. 1772-1824), un pasteur anglican appartenant à la noblesse écossaise,, et de Marie Anne Deacon, la petite Amy partage son enfance avec ses frères et sœurs, dont la plupart meurent cependant en bas âge.
En 1809, Amy épouse un certain Freeman, avec qui elle avait eu un enfant prénommé John, né le 5 décembre 1804 et décédé en 1866 après s'être marié le 26 août 1841 avec Sophie de Blonay (1823-1897), une jeune aristocrate française.

### Rencontre avec le duc de Berry

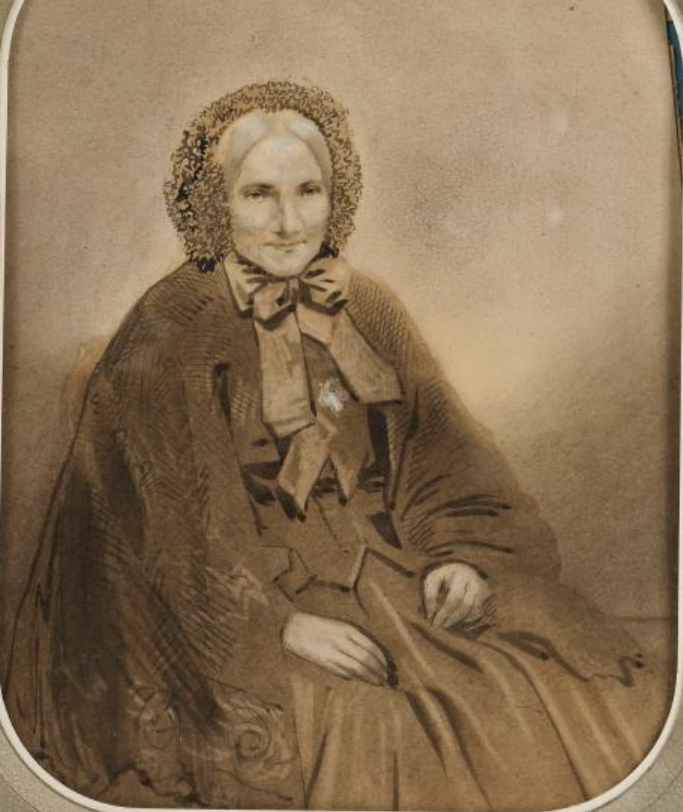
Portrait d'Amy Brown (XIXe siècle, auteur inconnu).

Reconnue pour son charme et sa beauté, Amy rencontre le duc de Berry à Londres, en 1804, alors qu’elle est âgée de 21 ans. Exilé depuis 1789, le neveu de Louis XVI a trouvé refuge au Royaume-Uni en 1801. Il a 26 ans. Des sources évoquent le possible mariage entre le duc et Amy, en 1806. Célébré par le père — protestant — de cette dernière, le mariage serait resté secret et la famille royale n’en aurait pas été informée. De cette probable union, deux filles sont nées : Charlotte, comtesse d’Issoudun, et Louise, comtesse de Vierzon.
Lorsque Napoléon abdique le 6 juin 1814, le duc de Berry retourne en France avec ses deux filles. Cependant, pour des raisons politiques, Charles-Ferdinand est contraint de se séparer d’Amy. Son mariage, s’il a bien eu lieu, est déclaré invalide et le rapport d’Amy avec le duc passe de celui d’épouse à celui de simple maîtresse.
En 1816, le duc de Berry épouse la petite-fille du roi Ferdinand Ier des Deux-Siciles, Marie-Caroline de Bourbon-Siciles, avec qui il a quatre enfants. Deux d’entre eux meurent en bas âge mais les deux autres atteignent l’âge adulte : Henri (1820-1883), prétendant au trône de France, et Louise (1819-1864), épouse de Charles III de Parme.
Le duc de Berry meurt assassiné le 14 février 1820, à l'âge de 42 ans, d’un coup de poignard de Louis Pierre Louvel, un ouvrier sellier qui désirait « éteindre la race des Bourbons ». Sur son lit de mort, le duc de Berry demande à voir Amy et ses filles, et donne à son épouse, qui adopte par la suite les deux enfants, la responsabilité de prendre soin de celles-ci.
Résidant au château de La Contrie (appartenant à la famille de Charette de La Contrie, belle-famille de sa fille), dans la petite ville de Couffé, en France, Amy Brown meurt le 7 mai 1876. Elle est inhumée au cimetière de Couffé, où repose déjà son beau-fils Athanase de Charette de La Contrie. Sa fille Louise les rejoint en 1891,.

## Descendance
Avec Monsieur Freeman : 

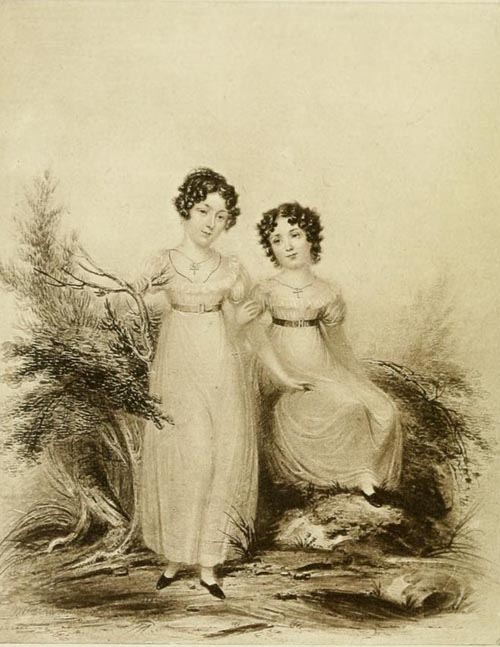
Mesdemoiselles d’Issoudun et de Vierzon : Charlotte, comtesse d’Issoudun (à gauche), et sa sœur Louise, comtesse de Vierzon (à droite).

- John Freeman (5 décembre 1804 — 26 août 1866), qui épouse Sophie de Blonay (sœur de Godefroy de Blonay). Il est l’ancêtre des Freeman de Bourbon, qui ont prétendu au trône de France en revendiquant une filiation avec le duc de Berry.

Avec Charles-Ferdinand d’Artois, duc de Berry :
- Charlotte de Bourbon (1808-1886), comtesse d’Issoudun[5],[6], princesse de Faucigny-Lucinge. D’où postérité, notamment le prince Jean de Broglie (1921-1976) et Anne-Aymone Giscard d’Estaing (1933) ;
- Louise de Bourbon (1809-1891), comtesse de Vierzon[5],[7], baronne de Charette. D’où postérité, notamment Hervé de Charette (1938).